# 派恩萊夫爾鎮區 (北卡羅萊納州約翰斯頓縣)
派恩萊夫爾鎮區（英語：Pine Level Township）是位於美國北卡羅萊納州約翰斯頓縣的一個鎮區。

## 地方資料
派恩萊夫爾鎮區的面積為51.28平方千米，皆為陸地。根據2020年美國人口普查的數據，當地共有人口5300人，而人口密度為每平方千米103.35人。